# 萨尔瓦多历史
萨尔瓦多历史充满着征服者，帝国，独裁者和冷战的阴影。自西班牙独立之后，克里奥尔人掌握了萨尔瓦多的政治和经济。

## 西班牙征服前时期
在哥伦布到来之前，皮皮人最早居住在今萨尔瓦多。

## 西班牙征服和统治
在1524年至1525年间，西班牙自征服了墨西哥之后，由佩德罗·德·阿尔瓦拉多率领的西班牙部队来到今萨尔瓦多，他们发现皮皮人并没有黄金和珠宝。但是他们发现了具有火山灰的土壤。自1525年，西班牙征服了今萨尔瓦多。阿尔瓦多被任命为首任总督，他把这一地区命名为萨尔瓦多，并担任总督至1541年。中美洲地区大部分时间为危地马拉都督府管辖，除了在1538年至1543年短暂的属于巴拿马都督府。
1609年为了应对中美洲地区来自加勒比海的外国侵入，危地马拉升级为都督辖区。

## 独立（1821年）
19世纪初期，拿破仑侵入西班牙导致了西属美洲的暴动。在1810年至1821年，在新西班牙所有的独立战争完成。随着保皇党在墨西哥城的陷落，在1821年，获得独立的消息传至新西班牙和危地马拉。基于接受这一事实，萨尔瓦多加入了从西班牙独立的联合宣言。1821年独立法案颁布，萨尔瓦多宣布独立。之后，萨尔瓦多加入中美洲联邦。1838年联邦瓦解，萨尔瓦多独立。

## 寡头政府
萨尔瓦多由于地理位置的限制。政权长期由地主寡头控制。
萨尔瓦多的出口长期单一为染料。19世纪中叶，染料被工业产品替代。此后咖啡豆被广泛种植。

## 军事独裁（1931年－1979年）
1931年，埃尔南德斯·马丁内斯发动政变，夺取政权。当他于1944年被废黜时，残忍的镇压和乡村的反抗到处发生在萨尔瓦多。其中最为著名的是1932年萨尔瓦多农民起义。
20世纪30年代至70年代，独裁政府不顾民主力量的抬头，采用政治压迫和有限的改革维持政权。

## 萨尔瓦多内战（1979年——1992年）
1979年，改革派革命军政府上台。无论是极右派和极左派都不满意这个政府。冲突发生并演变为内战。美国支持的政府和古巴支持的法拉本多·马蒂民族解放阵线发生内战。
1992年，查普尔特佩克和平协定签署标志着战争结束，马解阵线成为主要政党之一。

## 战后
在马解阵线参加1994年总统大选中。 国民共和联盟的候选人阿曼多·卡尔德龙·索尔在大选中获胜。在2009年的总统选举中，马蒂民族解放阵线候选人卡洛斯·毛里西奥·富内斯卡塔赫纳，当选总统。这是一个左派党在萨尔瓦多历史上的第一场胜利。
2021年6月，萨尔瓦多立法通過把比特币為法定貨幣，法案在2021年9月生效，令該國成為全球首个将比特币和加密貨幣作为法定货币的国家。